# Calathea concinna
Calathea concinna  es una especie fanerógama de la familia Marantaceae, nativa de  Brasil.   

## Taxonomía
Calathea concinna fue descrita por (W.Bull) K.Schum. y publicado en Das Pflanzenreich IV. 48(Heft 11): 119. 1902.
Sinonimia
- Calathea leopardina (W.Bull) Regel
- Maranta concinna W.Bull
- Maranta leopardina W.Bull
- Phyllodes leopardina (W.Bull) Kuntze	[2][3]